# حسني فتحي
حسني فتحي حامد محمد لاعب كرة قدم مصري، ويلعب حاليًا لنادي مصر للمقاصة في مركز الظهير الأيمن.

## روابط خارجية
- حسني فتحي على موقع قاعدة بيانات كرة القدم.إي يو (الإنجليزية)

- حسني فتحي